# Gabriel Sáez
Gabriel Sáez (Darién. 1 de febrero de 1988) es un jockey panameño. Comenzó su carrera como jinete en su país natal en 2004, convirtiéndose en el principal aprendiz de jockey en 2005. Sáez se mudó a los Estados Unidos en febrero de 2006 y casi instantáneamente se convirtió en el principal jockey de Delaware Park Racetrack. Ganó su primera carrera como aprendiz en Estados Unidos y luego su primera carrera como oficial.

## Carrera
Gabriel montó a Eight Belles en el Derby de Kentucky de 2008 y fue objeto de duras críticas cuando Eight Belles fue sacrificada después de haber cruzado la línea de meta, un segundo detrás de Big Brown. En el enfriamiento, se desplomó debido a fracturas en ambos tobillos delanteros. En una carta a la Autoridad de Carreras de Kentucky, PETA afirmó que el caballo "sin duda" resultó herido durante la carrera y, por lo tanto, Sáez tenía cierta responsabilidad por la lesión y la eutanasia. El entrenador de Eight Belles, Larry Jones, ha defendido enérgicamente a Sáez, diciendo: "Tenemos fotografías de 50 a 70 yardas de donde sucedió esto y el caballo tenía las orejas levantadas... Si este caballo tenía algo que le pasaba en ese momento, ella "No lo sabía. Si el caballo nunca tuvo ni idea, no hay manera de que el jockey pudiera haber tenido idea". La Autoridad de Carreras de Caballos de Kentucky no encontró ninguna evidencia de irregularidades por parte de Sáez. Sáez ganó el premio "I've Got Your PETA Right Here Insider Award" de horseraceinsider.com en 2008 por lograr un momento redentor con su dramática y embriagadora victoria a bordo del finalista de Eclipse, Proud Spell, en el Alabama Stakes de Saratoga. El día antes del Derby de Kentucky, Sáez montó a Proud Spell para ganar en Kentucky Oaks. Sáez participó en el Derby de Kentucky de 2009 a bordo del Friesan Fire, favorito antes de la carrera, y finalizó 18º. En el Preakness Stakes de 2009, Sáez volvió a competir con Friesan Fire y terminó décimo.